# 真田怜臣
真田 怜臣（さなだ れお、1989年4月18日 - ）は、日本のトランスジェンダー、女優。奈良県出身。

## 経歴
1989年生まれ、レストランシアター「六本木金魚」で約5年ダンサーをつとめた。トランスジェンダーであることをカミングアウトし、性別の垣根を超えて、自分らしさを表現することを目標とし幅広く活躍中。

## 出演

### 舞台
- 2016年 - 舞台「GOKÛ」（観世音菩薩役）
- 2017年 - 舞台「少女☆歌劇 レヴュースタァライト」（烏丸 ウラ羅 役）
- 2018年 - 舞台「美少女戦士セーラームーン（"Pretty Guardian Sailor Moon" The Super Live）」（東京・パリ・ワシントン・ニューヨーク公演）（クンツァイト役[2]）
- 2019年 - 舞台「Get Back!!」
- 2021年 - 舞台「歌舞伎町シュガーナイト」第17回 劇団バルスキッチン公演
- 2022年 - 舞台「親父のテイスティー」第20回 劇団バルスキッチン公演
- 2023年- 舞台「美少女戦士セーラームーン（"Pretty Guardian Sailor Moon" The Super Live）」（台湾公演）（クンツァイト役[3]
- 2023年- 舞台「夢ぼくろファンタジア」第26回 劇団バルスキッチン公演
- 2023年- 舞台「歌舞伎町ビターナイト」第29回 劇団バルスキッチン公演
- 2024年- 舞台「強くてコンティニュー」第34回 劇団バルスキッチン公演[4]

### 映画
- 2020公開「ミッドナイトスワン｣（アキナ役）配給キノフィルムズ
- 2023年公開「レディーカガ」
- 2025年公開予定「ブルーボーイ事件」[5]

### ドラマ
- 2019年1月　東海テレビ「さくらの親子丼２」
- 2020年8月「ネット怪談×百物語シーズン2」全10話

### セルDVD
- 2020年3月7日  「呪いの黙示録 第一章」制作アシスタントプロデューサー真田怜臣役　（Amazon prime Video）
- 2020年10月2日「呪いの黙示録 第二章」制作アシスタントプロデューサー真田怜臣役　（Amazon prime Video）
- 2022年4月8日  「呪いの黙示録 第五章」制作アシスタントプロデューサー真田怜臣役　  発売元：アムモ98
- 2022年7月8日  「呪いの黙示録 第六章」制作アシスタントプロデューサー真田怜臣役　  発売元：アムモ98